# Храм на Посейдон (Каландра)
Храмът на Посейдон (на гръцки: Ιερό του Ποσειδώνα στο Ποσείδι) е археологически обект в Гърция, разположен на халкидическия нос Посиди, край село Каландра, дем Касандра в административна област Централна Македония.

## История
Храмът е разположен на равния, безлесен пясъчен нос Посиди, който навлиза навътре в морето, и на който в 1864 година е построен Касандрийският фар. Носът от древни времена запазва името на бога на морето Посейдон, което кара много учени да предполагат, че на него трябва да има негово светилище, макар и да няма запазени външни белези. Тукидид казва, че носът край град Менде се нарича Посейдонион (Ποσειδώνιον). Липсата на споменавания за храм е изненадваща, тъй като разкопките показват непрекъснато богослужение за най-малко хиляда години.
Предположенията за съществуването на храм на Посейдон са потвърдени при археологически тестове в 1989 г., когато край големи основи на сграда са открити чирепи, надписани с името на бога и с глагола ανέθεκεν (посвещавам).

## Архитектура
При разкопки в 1990 – 1994 година са разкрити четири големи сгради, които или са съседни или се застъпват леко. Това показва, че появата на нови сгради не елиминира напълно използването на по-старите. Това е по причина липса на място, тъй като храмът заема тясно полуостровно плато с ширина от 60 метра, така че храмът на повелителя на морето да е близо до царството му, подобно на храма на Посейдон на нос Сунио и този на Наксос. По-късно геоморфологията на носа се променя поради нанасянето на пясък.
Най-старата сграда на храма е засводената № 6 с дължина 14 m и ширина 5,40 m. Основите на стените ѝ са от необработен камък, а подът е от набита глина. В нея има много остатъци от жертвопринощения. Най-старите керамични останки са от субмикенския и протогеометричния период и оттогава е датирана и сградата – XI век. В нея са се принасяли жертви до VI – V век, когато е построена малката сводеста сграда № 5. В края на VII и началото на VI век е построена, използвайки северната дъга на № 6, новата засводена сграда № 3, с големи, грубо дялани камъни в основите и стените с дължина 25 m и ширина 7 m. Тя изземва основните функции на № 6 и в нея се извършват жертвоприношения в VI и началото на V век. Открита са много останки от жертвоприношения, атическа керамика и йонийски килики, изрязани оброзни надписи, железни ножове. На оброчните надписи е името на Посейдон и името на дарителя, винаги мъж, тъй като Пойдон е покровител на моряците.
Около средата на V век на мястото на жертвоприношенията от VI век и в контакт със западната страна на сграда № 3 е построен правоъгълната сграда № 1 с дължина 23 и ширина 8 m. Тя има типичния план на античен храм с пронаос и дълъг кораб без колонада. На запад от него са се оставяли посвещенията от V и IV век, най-вече чернофигурни атически съдове. Гравираните посвещения върху тези съдове са рядкост. Сграда № 2 с размери 20 на 16 m, чийто югоизточен ъгъл съвпада с югозападната част от храм № 1, е все още непроучена и не се знае нейното предназначение. Всички сгради са използвани по-късно като източник на строителни материали. Находките се съхраняват в Археологическия музей в Солун.